# Crucifix

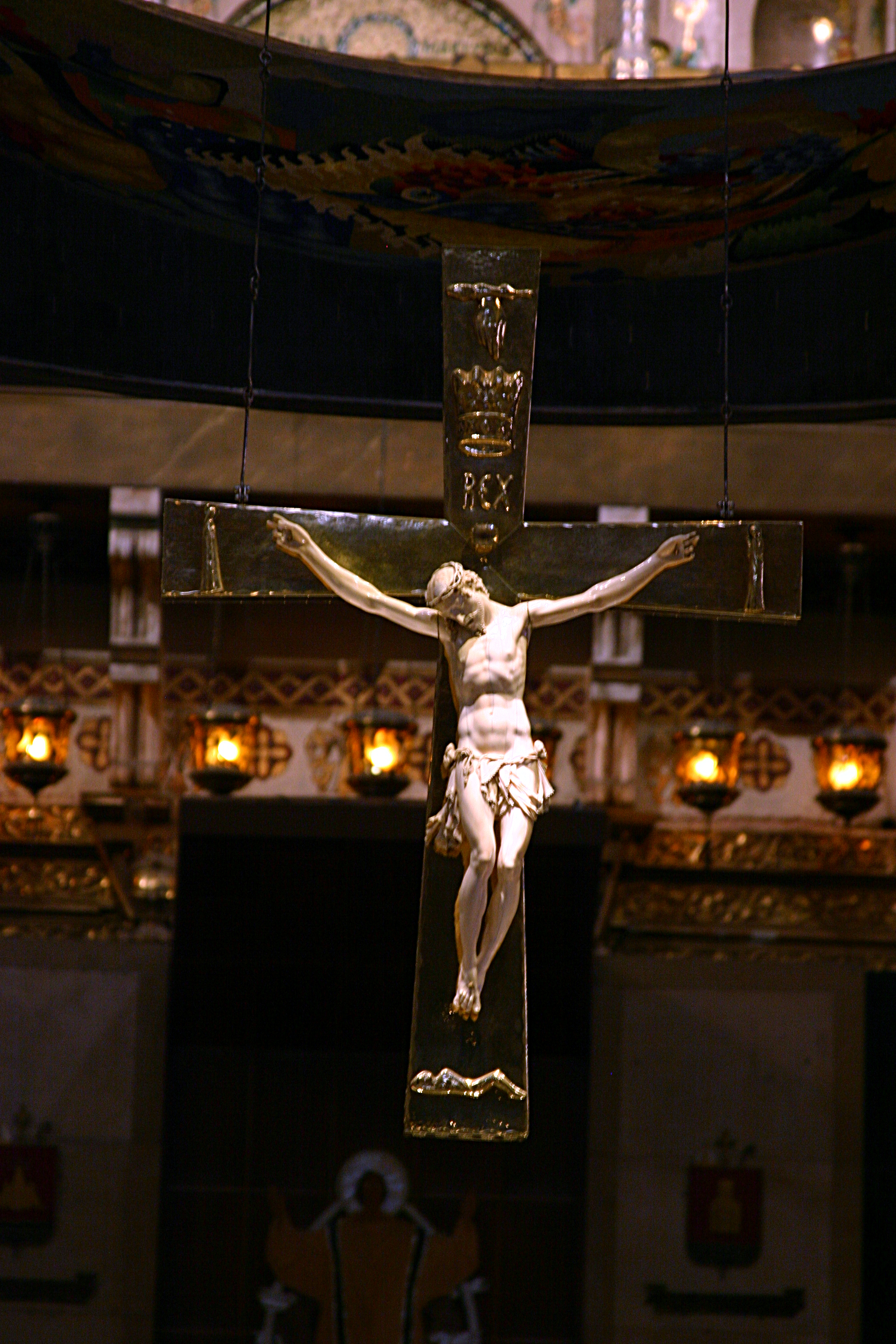
El Crucifix de Montserrat és una escultura d'ivori que alguns historiadors atribueixen a Miquel Àngel que es troba al monestir de Montserrat.

Un crucifix (del llatí cruci fixus que significa "fixat a una creu") és una imatge de Jesús a la creu, diferent d'una creu nua. La representació de Jesús a la creu rep el nom de corpus ("cos" en llatí).
El crucifix és el principal símbol per a molts grups de cristians, i una de les representacions més comunes del Sant Crist o Crist crucificat. És especialment important en el ritu llatí de l'Església Catòlica Romana, però també té importància en les esglésies Ortodoxa, Oriental ortodoxa, Assíria, i moltes esglésies Luteranes i Anglicanes. El símbol és menys comú a les esglésies d'altres denominacions protestants, que prefereixen utilitzar una creu sense la figura de Jesús (el corpus). El crucifix subratlla el sacrifici de Jesús: la seva mort per la crucifixió, que pels cristians va significar la redempció de la humanitat. La majoria dels crucifixos retraten a Jesús en una creu llatina, en lloc d'altres formes com una creu Tau o una creu copta.
Els crucifixos occidentals generalment tenen un corpus tridimensional, però a l'ortodòxia oriental, el cos de Jesús normalment està pintat a la creu o en baix relleu. En sentit estricte, per ser un crucifix, la creu ha de ser tridimensional, però aquesta distinció no sempre s'observa. Una pintura sencera de la Crucifixió de Jesús, que inclogui un fons del paisatge i altres figures, tampoc no és un crucifix.
Els grans crucifixos al llarg de l'eix central d'una església a la darreria de l'Edat Mitjana eren una característica gairebé universal de les esglésies occidentals, però ara són molt rares. Les esglésies catòliques modernes sovint tenen un crucifix per sobre de l'altar, a la paret. Per a la celebració de la Missa, el Ritu romà de l'Església catòlica exigeix que "a l'altar o a prop de l'església hi hagi una creu amb una figura de Crist crucificat".